# 奥弗涅方言
奥弗涅方言是奥克语的方言，是南法國奥弗涅地区（該地有奧克語的故鄉之稱）的流行的數種奧克語之统称，約有8萬人使用（2004年），被认为是极度濒危的。該方言由於著名作曲家约瑟夫·康特卢布所編寫的民歌，而廣為世界所知。